# .22 Spitfire

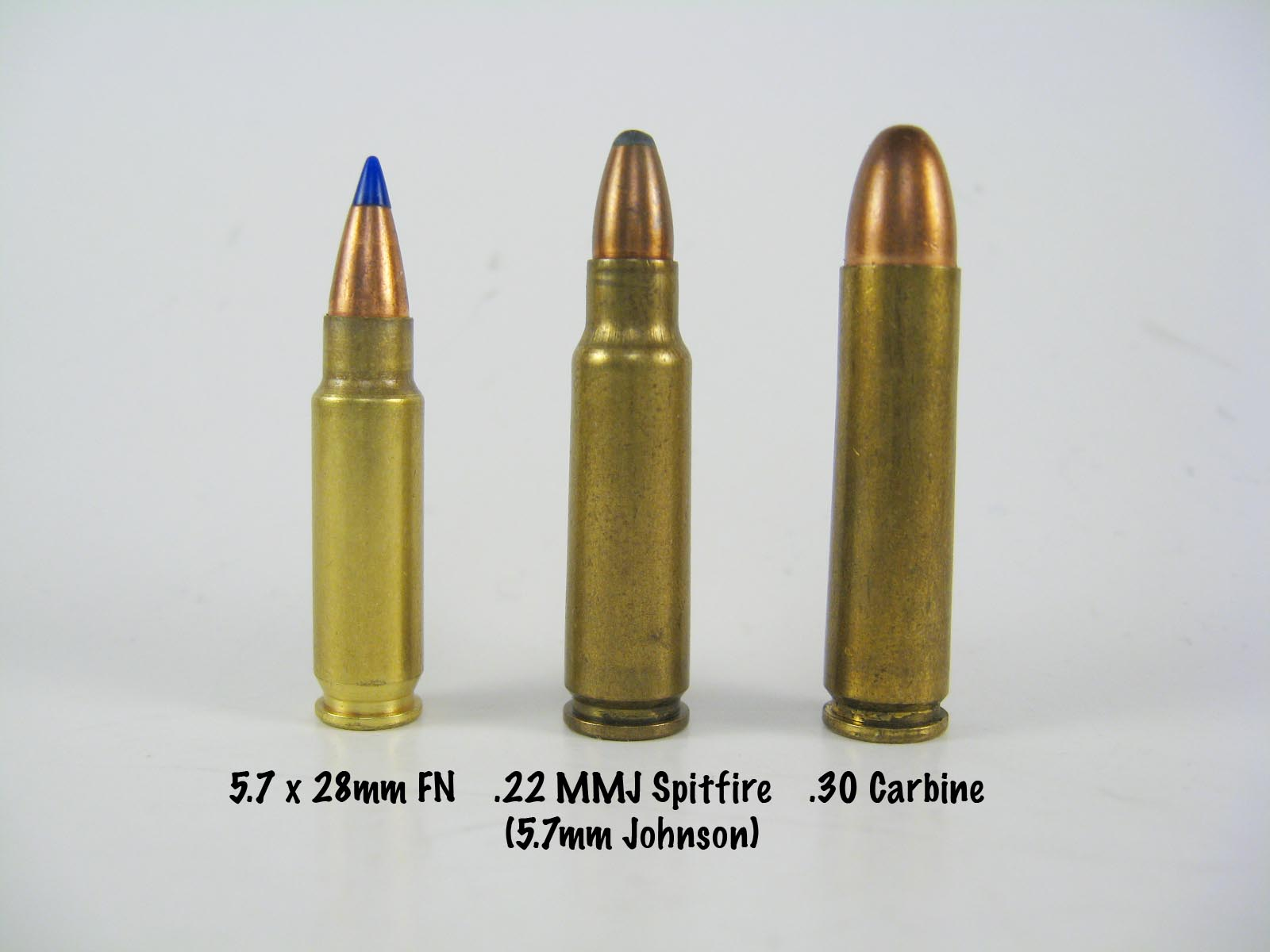
Foto de comparação dos cartuchos .22 MMJ Spitfire (5,7mm Johnson), 5,7x28mm FN e 0,30 Carbine

O .22 Spitfire (também conhecido como 5,7 mm Johnson ou MMJ 5,7 mm Johnson) é um cartucho de rifle americano, projetado por Melvin M. Johnson, da Johnson Guns Inc., para a conversão da carabina M1, este wildcat foi introduzido em 1963. Era baseado no .30 Carbine, com a boca reduzida para 0,22 polegadas (5,59 milímetros) para aceitar projéteis .224.
É adequado para a caça de coelhos, coiotes ou outros espécimes de pequeno porte, e tem potencial como cartucho militar.